# M1 (Ierland)
De M1 (Engels: M1 Motorway/ Iers: Mótarbhealach M1) is een autosnelweg in Ierland met een lengte van 80 kilometer. De weg loopt van Dublin via Drogheda naar Dundalk. Het is een onderdeel van de nationale primaire weg N1 en de Europese weg E-01. Om de brug over de Boyne te kunnen passeren moet tol worden betaald.

## Primaire bestemmingen
De volgende primaire bestemmingen (primary destinations) liggen aan de M1:
- Dublin Airport
- Swords
- Balbriggan
- Drogheda
- Dundalk